# Markus Kropfreiter
Markus Kropfreiter (* 15. Juni 1972 in Bruchsal) ist ein deutscher Politiker (SPD). Er wurde bei der Landtagswahl in Rheinland-Pfalz 2021 im Wahlkreis Germersheim direkt in den rheinland-pfälzischen Landtag gewählt.

## Leben
Kropfreiter ist gelernter Verwaltungswirt und arbeitete als Personalreferent in der Personalgewinnung. Er lebt in eheähnlicher Lebensgemeinschaft und hat drei Kinder.

## Politik
2011 trat Kropfreiter in die SPD ein. In Rheinzabern engagierte er sich als Bürger in Ausschüssen und war von 2014 bis 2018 im Gemeinderat Rheinzabern. In Rheinzabern war er stellvertretender Vorsitzender und Pressesprecher des SPD-Ortsvereins. 2018 zog er nach Lingenfeld, 2019 wurde er dort zum Ortsbürgermeister gewählt.
Bei der Landtagswahl in Rheinland-Pfalz 2021 gewann er das Direktmandat im Wahlkreis Germersheim mit nur vier Stimmen Vorsprung auf den zweitplatzierten Bewerber der CDU.